# Eine mondäne Frau
Eine mondäne Frau (Originaltitel: A Woman of the World) ist ein US-amerikanischer Spielfilm des Regisseurs Malcolm St. Clair aus dem Jahr 1925. Der in Schwarz-weiß gedrehte Stummfilm basiert auf dem Roman The Tattooed Countess von Carl van Vechten und gilt als der erste Spielfilm der Geschichte, in dem einem breiten Publikum sadomasochistische Motive gezeigt wurden.

## Handlung
Die Gräfin Elnora Natatorini flieht aus Europa zu ihrem Cousin Sam Poore in das kleine Städtchen Maple Valley im Mittleren Westen der USA, nachdem ihre letzte Liebesaffäre durch die Untreue ihres Geliebten zerbrach. Die auf ihrem Unterarm tätowierte Gräfin raucht und trinkt in der Öffentlichkeit, ein zu dieser Zeit unerhörtes Verhalten. 
Schon bald hinterlässt sie eine breite Spur der Verwüstung im Leben der ausgesprochen prüden Kleinstadtbewohner. Sie beginnt regelmäßig Partys zu veranstalten, auf denen die Dorfbewohner gegen einen Eintritt in Höhe von wenigen Cents die Möglichkeit erhalten, einer echten Gräfin zu begegnen. Da sich sowohl der sittenstrenge Bezirksstaatsanwalt Richard Granger als auch der junge Gareth Johns um sie bemühen, verkompliziert sich die Lage. 
Granger will die Gräfin aus dem Dorf jagen, als er den Eindruck gewinnt, dass sie dem jüngeren Konkurrenten den Vorzug gibt. Erst als die Gräfin dem Rat einer langjährigen Bewohnerin des Städtchens folgt und Granger die Bekanntschaft mit einer Peitsche machen lässt, kann sie diesen davon überzeugen, dass er ihr Favorit ist. Beide heiraten schließlich.